# Вулиця Новікова (Сіверськодонецьк)
Ву́лиця Но́вікова — вулиця у Сіверськодонецьку довжиною 3 570 метрів. Починається від перетину з вулицею Богдана Ліщини. В неї впираються вулиця Молодіжна, Центральний проспект, проспект Космонавтів і вулиця Князя Володимира. Плавно переходить на трасу в сторону селища Метьолчине і далі до перетину з трасою на Новоайдар. Забудована багатоповерховими житловими будинками. Названа на честь заслуженого будівельника Петра Новікова.